# Franck Geney
Franck Geney (Trier, 22 mei 1979 – Parijs, 18 juli 2013) was een Frans acteur.
Hij begon met acteren op 17-jarige leeftijd in het theater. In 2001 kreeg hij zijn eerste rol in een televisieserie, namelijk Le Groupe, waarin hij Fred speelde. Al snel volgden de rollen elkaar op; hij speelde in onder andere Même âge, même adresse, L'Empire du Tigre, Le monsieur d'en face en La Main blanche. In 2012 en 2013 speelde hij mee in Franse commercials voor McDonald's.
Hij overleed op 34-jarige leeftijd plotseling aan een hartaanval. Hij werd begraven op Cimetière du Père-Lachaise, de grootste begraafplaats van Parijs.